# Prix Giancarlo-Siani

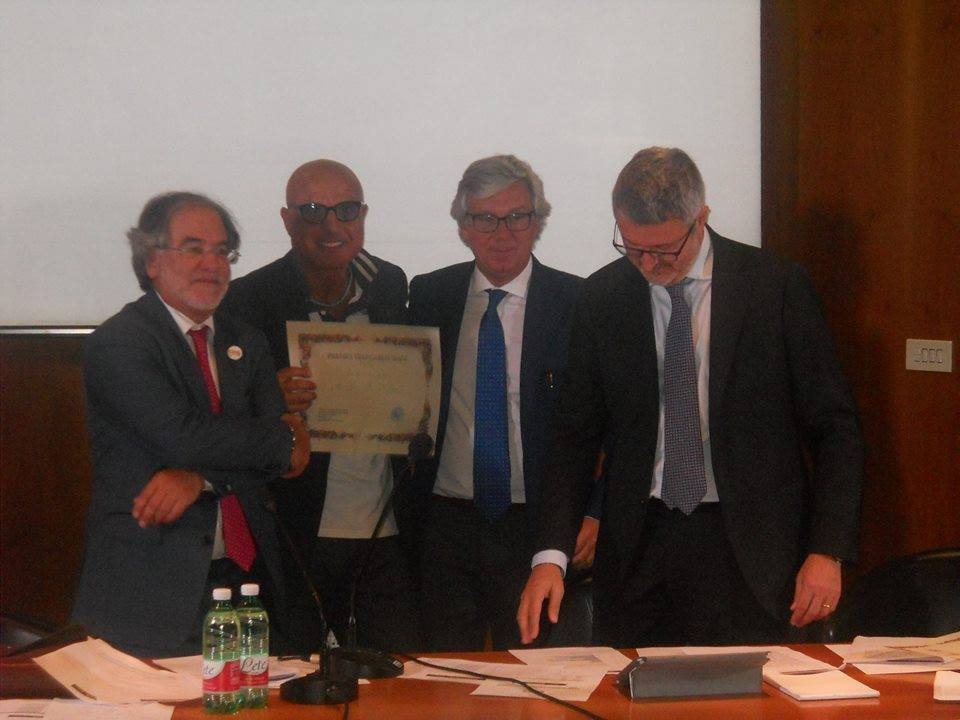
Gildo De Stefano reçoit le prix Giancarlo-Siani des mains du directeur dIl Mattino en 2015.

Le prix et la bourse d'études Giancarlo-Siani sont des récompenses attribuées annuellement sous le haut patronage du président de la république et instituées en 2004 à Naples par l'Ordre des journalistes (it) de la région Campanie, l'Association de la presse napolitaine, l'Université Sœur-Ursule-Benincasa, le Centre d'études Siani et le quotidien Il Mattino dans l'objectif de rappeler la figure emblématique du journalisme napolitain, Giancarlo Siani, assassiné par la camorra, et son engagement courageux dans la dénonciation de toutes les formes d'illégalité répandues sur le territoire vésuvien dont il était le correspondant et le rédacteur pendant plusieurs années.
Le prix est réservé aux auteurs d'études, de recherches ou de thèses qui ont pour objet le journalisme, l'édition et le système de communication de masse. Le point de vue de ces thèmes doit se présenter sous l'aspect historique et sociologique des technologies multimédia. L'annonce du concours est publiée dans toutes les universités italiennes, les salles de rédaction, les instituts et laboratoires de recherche, ainsi que sur le web via le site officiel. 
La bourse d'études est destinée à encourager et à récompenser l'accès à la profession de journaliste par la nouvelle génération et attribuée au meilleur étudiant de l'école de journalisme de l'Université Sœur-Ursule-Benincasa. Le jury est composé des représentants des cinq institutions et dispose actuellement de cinq mille euros pour l'attribution du prix.

## Prix Giancarlo-Siani
- 1997 : Fortunato Calvino pour le texte théâtral I Cravattari
- 2004 : Francesca Rispoli et Angela Mazzocchi
- 2005 : étudiants de l'ITI Galileo Ferraris de Naples (pour le travail de recherche et de documentation Costruiamo la legalità) – Antonella Migliaccio et Iolanda Napolitano (avec la thèse Camorra e ordine pubblico a Napoli tra il 1892 e il 1899)
- 2006 : Simona Petricciuolo (avec la thèse en histoire du journalisme et de la communication sociale sous le titre La radio: on air dall'etere alla rete) et Roberto Saviano (avec le roman Gomorra, Mondadori)
- 2007 : Filippo Conticello, Paolo Chiariello, Ciro Pellegrino (pour une publication sur le télétravail en milieu journalistique). Mentions spéciales pour Vincenzo De Falco et Beatrice Luzzi
- 2008 : Lilly Viccaro Theo ; Rosario Esposito La Rossa, auteur de Al di là della neve, storie di Scampia. Mentions spéciales pour Raffaella R. Ferrè autrice du roman Santa Precaria ; Aniello Trocchia, Fiorella Di Napoli, Pablo Trincia, et pour les auteurs Andrea Amato et Alberto Giuliani
- 2010 : Goffredo De Pascale auteur de Africa bomber Add Editore
- 2011 : Carla Melazzini autrice de Insegnare al principe di Danimarca Sellerio ; Marco de Biase auteur de Come si diventa camorristi Mesogea
- 2012 : Maria Falcone et Francesca Barra autrices de Giovanni Falcone, un eroe solo Rizzoli ; Bruno de Stefano auteur de Giancarlo Siani, passione e morte di un giornalista Giulio Perrone Editore
- 2013 : Antonio Loffredo auteur de Noi del Rione Sanità Feltrinelli Editore[2]
- 2014 : mention spéciale à Gildo De Stefano pour le roman Caro Giancarlo - Epistolario per un amico ammazzato, Innuendo Editore, Terracine 2014
- 2015 : prix posthume Giancarlo Siani auteur de Fatti di Camorra. Dagli scritti giornalistici Edizioni Iod
- 2016 : Alessia Candito, Pietro Comito, Pasqualino Rettura, Paolo Borrometi, Marilù Mastrogiovanni, Arnaldo Capezzuto
- 2017 : étudiants du Lycée d'État Virgilio Marone d'Avellino
- 2018 : Lorenzo Marone auteur de Un ragazzo normale Feltrinelli

## Bourse d'études Giancarlo-Siani
- 2004
- 2005 Irene Alison
- 2006
- 2007 Iolanda Palumbo
- 2008 Claudia Ceci
- 2009
- 2010 Anna Lucia Esposito
- 2011 Jessica Mariana Masucci ed Enrico Parolisi
- 2012 Giorgia Ceccacci e Christian Gargiulo
- 2013 Cristina Autore e Pasquale Rescigno
- 2015 Claudio Pellecchia ed Anna Dichiarante
- 2016 Allievi della scuola di Giornalismo dell'Università Suor Orsola Benincasa diretta da Marco de Marco
- 2017 Antonio Lamorte

## Section bande dessinée photo vidéo
(jusqu'en 2011 uniquement bande dessinée)
- 2009 ex aequo Raffaele Lupoli, Francesco Matteuzzi, Don Peppe Diana. Per amore del mio popolo, Round Robin, 2009 - Marco Rizzo, Lelio Bonaccorso, Peppino Impastato, BeccoGiallo, 2009
- 2010 Luigi Politano, Luca Ferrara, Pippo Fava. Lo spirito di un giornale, Round Robin, 2010
- 2011 Alessandro Di Virgilio, Emilio Lecce, Giancarlo Siani. ...e lui che mi sorride, Round Robin, 2011
- 2012 Giacomo Bendotti, Paolo Borsellino. L'agenda rossa, BeccoGiallo, 2012 [fumetto]
- 2013 Antonio Crispino, Le nostre prigioni, Edizioni del Corriere della Sera, 2013 [video]
- 2014 ex aequo Alessandro Chiappetta, Non tacerò. La storia di Don Peppe Diana [video] - Riccardo Guido, Salvo e le mafie [fumetto]